# Murs (Rapper)
Murs (* 16. März 1978 in Los Angeles, Kalifornien; richtiger Name Nick Carter) ist ein US-amerikanischer Rapper.

## Werdegang
Murs’ erste Single erschien 1993 und war eine Auskopplung eines Albums der 3 Melancholy Gypsys, Murs’ erster Gruppe. Sie erregte lokal die Aufmerksamkeit einiger Independent-Hip-Hop-Fans. In der Folge daran freundeten sich die 3 Melancholy Gypsys samt Murs mit den Mystik Journeymen an und traten schließlich deren Künstlerkollektiv The Living Legends bei.
In den nächsten sieben Jahren war Murs auf über 20 Alben, EPs und Singles zu hören. Als dann sein langjähriger Freund El-P sein Plattenlabel Definitive Jux gründete, bot er diesem an sein Solodebüt dort zu veröffentlichen. Obwohl die Arbeit daran durch sein Schaffen mit seinen Gruppen sehr langsam voranschritt, erschien 2003 sein erstes Album The End Of The Beginning. Sein zweites Album war eine Kollaboration mit dem Produzenten 9th Wonder. Murs 3:16: The 9th Edition wurde 2004 veröffentlicht. Das dort enthaltene Lied Walk Like A Man diente als Inspiration für den gleichnamigen Film, bei dem Murs selbst mitspielte. Der dazugehörige Soundtrack folgte 2005, bevor er 2006 Murray′s Revenge wieder mit 9th Wonder auf den Markt brachte. 2007 wechselte er erstmals zu einem Major-Label, Warner Bros. Records. Dort erschien 2008 Murs for President, mit Gastbeiträgen von unter anderem Snoop Dogg und will.i.am.
Zusammen mit dem Rapper Slug von Atmosphere bildet Murs das Rap-Duo Felt. Unter diesem Namen entstanden bisher vier Alben, mit jeweils einem Produzenten (The Grouch auf Felt 1, Ant auf Felt 2, Aesop Rock auf Felt 3 und Ant auf Felt 4). Alle Felt-Alben erschienen über Rhymesayers Entertainment, dem Label von Atmosphere.

## Diskografie

### Alben
- 1997: F'Real
- 1999: Good Music – Veritech
- 2000: Murs Rules the World – LLCrew
- 2000: The Netherworlds – Pals – Murs, Anacron & Himself
- 2001: Murs Is My Best Friend – LLCrew
- 2002: Felt: A Tribute to Christina Ricci (mit Slug)
- 2002: Varsity Blues EP
- 2003: The End of the Beginning – Definitive Jux
- 2004: Murs 3:16: The 9th Edition (mit 9th Wonder) – Definitive Jux
- 2005: Grand Caravan to the Rim of the World (mit 3 Melancholy Gypsys)
- 2005: Felt, Vol. 2: A Tribute to Lisa Bonet (mit Slug)
- 2005: Walk Like a Man – Legendary Music
- 2006: Murray’s Revenge (mit 9th Wonder) – Record Collection
- 2007: Murs 3:16 Presents – Murs and the Misadventures of the Nova Express
- 2008: Sweet Lord (mit 9th Wonder)
- 2008: Murs for President – Warner Bros.
- 2009: Felt 3: A Tribute to Rosie Perez (mit Slug)
- 2010: Fornever (Murs & 9th Wonder)
- 2011: Are Melrose  (Murs and Terrace Martin)
- 2011: Varsity Blues 2
- 2012: Love & Rockets Vol. 1: The Transformation (Murs & 9th Wonder)
- 2012: This Generation (Murs and X Fashawn)
- 2012: Yumiko: Curse of the Merch Girl
- 2014: Mursday! (¡Mayday! X Murs!)
- 2015: Have a Nice Life
- 2017: Captain California
- 2018: A Strange Journey Into The Unimaginable
- 2019: The Iliad is Dead and the Odyssey is Over (Murs & 9th Wonder)
- 2020: He's the Christian, I'm the Rapper (Murs & Dee-1)
- 2020: Felt 4 U (mit Slug)

### Singles
- 2003: Def Cover
- 2003: Risky Business / Brotherly Love
- 2007: Better Than the Best
- 2008: To Protect and Entertain von Busy P Featuring Murs
- 2008: Can It Be (Half a Million Dollars and 18 Months Later)
- 2009: Break Up (The OJ Song)
- 2011:  Varsity Blues 2
- 2012: The Invincibles (als Murs & Whole Wheat Bread Are The Invincibles)
- 2014: Shut Your TRAP (feat. Curtiss King)
- 2014: Good Things Die (Ugly Heroes feat. Murs)
- 2014: The Pain Is Gone (Mello Music Group, Murs & Apollo Brown)
- 2020: Late Night Lobo